# 凤凰乡 (巴马县)
凤凰乡，是中华人民共和国广西壮族自治区河池市巴马瑶族自治县下辖的一个乡镇级行政单位。

## 行政区划
凤凰乡下辖以下地区：
长和村、德纳村、凤凰村和那朝村。